# 1925년 전조선야구쟁패전
1925년 전조선야구쟁패전은 전조선야구쟁패전의 1925년 시즌 야구 대회이다. 1925년 8월 30일부터 9월 1일까지 일제강점기 조선 경기도 경성부에 있는 경성중학 운동장에서 개최되었다.

## 경기장
| 경기장          | 도시 | 좌석 | 수용 | 비고 |
| --------------- | ---- | ---- | ---- | ---- |
| 경성중학 운동장 | 경성 |      |      |      |

## 야구단
| 야구단              | 도시 | 첫 참가 | 횟수 | 비고              |
| ------------------- | ---- | ------- | ---- | ----------------- |
| 경희 야구단         | 경성 | 1924    | 2    | 전년도 대회 우승  |
| 전용산중학 야구단   | 경성 | 1925    | 1    | 중앙 지역 대표    |
| 삼릉구락부 야구단   | 인천 | 1925    | 1    | 서도 지역 대표    |
| 전대구 야구단       | 대구 | 1924    | 2    | 경북 지역 대표    |
| 전부산 야구단       | 부산 | 1925    | 1    | 부산체육협회 추천 |
| 전전주 야구단       | 전주 | 1925    | 1    | 호남 지역 대표    |
| 함흥체육협회 야구단 | 함흥 | 1924    | 2    | 북도 지역 대표    |

## 경기 결과
|  | 1라운드           | 1라운드           |                     |    | 4강 | 4강 |  |  | 결승 | 결승 |
|  |                   |                   |                     |    |     |     |  |  |      |      |
|  | 8월 30일 - 경성   |                   |                     |    |     |     |  |  |      |      |
|  |                   |                   |                     |    |     |     |  |  |      |      |
|  | 전대구 야구단     | 2                 |                     |    |     |     |  |  |      |      |
|  | 전대구 야구단     | 2                 | 경성                |    |     |     |  |  |      |      |
|  | 경희 야구단       | 3                 |                     |    |     |     |  |  |      |      |
|  | 경희 야구단       | 3                 | 경희 야구단         | 7  |     |     |  |  |      |      |
|  | 8월 31일 - 경성   |                   | 경희 야구단         | 7  |     |     |  |  |      |      |
|  |                   | 삼릉구락부 야구단 | 4                   |    |     |     |  |  |      |      |
|  | 전용산중학 야구단 | 삼릉구락부 야구단 | 4                   | 1  |     |     |  |  |      |      |
|  | 전용산중학 야구단 |                   | 9월 1일 - 경성      | 1  |     |     |  |  |      |      |
|  | 삼릉구락부 야구단 | 3                 |                     |    |     |     |  |  |      |      |
|  | 삼릉구락부 야구단 | 3                 | 경희 야구단         | 10 |     |     |  |  |      |      |
|  | 8월 30일 - 경성   |                   | 경희 야구단         | 10 |     |     |  |  |      |      |
|  |                   | 전전주 야구단     | 8                   |    |     |     |  |  |      |      |
|  | 전전주야구단      | 전전주 야구단     | 8                   | 4A |     |     |  |  |      |      |
|  | 전전주야구단      | 경성              |                     | 4A |     |     |  |  |      |      |
|  | 전부산 야구단     | 0                 |                     |    |     |     |  |  |      |      |
|  | 전부산 야구단     | 0                 | 전전주 야구단       | 23 |     |     |  |  |      |      |
|  |                   |                   | 전전주 야구단       | 23 |     |     |  |  |      |      |
|  |                   |                   | 함흥체육협회 야구단 | 4  |     |     |  |  |      |      |
|  |                   |                   | 함흥체육협회 야구단 | 4  |     |     |  |  |      |      |
|  |                   |                   |                     |    |     |     |  |  |      |      |
|  |                   |                   |                     |    |     |     |  |  |      |      |
|  |                   |                   |                     |    |     |     |  |  |      |      |

1925년 8월 30일 13시 20분에 시작된 전전주 야구단과 전부산 야구단 간의 1라운드 첫 번째 경기는 전전주 야구단이 4A:0으로 승리하며 4강에 진출했고, 같은 날 16시 20분에 진행된 전대구 대구단과 경희 야구단 간의 1라운드 두 번째 경기는 경희 야구단이 3:2로 이기며 4강에 진출했다. 1925년 8월 31일 10시에 진행된 전용산중학 야구단과 삼릉구락부 야구단 간의 1라운드 세 번째 경기는 삼릉구락부 야구단이 3:1로 이기며 4강에 진출했다.
전전주 야구단과 함흥체육협회 야구단 간의 4강 경기는 전전주 야구단이 23:4로 이기며 결승에 진출했고, 경희 야구단과 삼릉구락부 야구단 간의 4강 경기는 경희 야구단이 7:4로 이기며 결승에 진출했다.
1925년 9월 1일 16시 30분에 시작된 경희 야구단과 전전주 야구단 간의 결승 경기는 7회까지 8:8로 비긴 상황에서 8회에 경희 야구단이 2점을 득점하여 10:8로 앞서갔다. 8회 말 이후 일몰로 인해 콜드 게임이 선언되며, 경희 야구단이 우승을 차지했다.

## 참고 문헌
- 대한체육회 100주년 기념사업부 (2020). 《대한민국 체육 100년》. 대한체육회.
- 《대한민국 체육 100년 Ⅰ 통사 (민족과 함께 한 대한민국 체육 100년)》. 대한체육회. 2020.
- 《대한민국 체육 100년 Ⅱ 민족의 구심체, 조선체육회 (1920~1945)》. 대한체육회. 2020.
- 《대한민국 체육 100년 Ⅲ 세계를 향한 도전 (1945~1980)》. 대한체육회. 2020.
- 《대한민국 체육 100년 Ⅳ 스포츠로 꽃피운 대한민국 (1981~2000)》. 대한체육회. 2020.
- 《대한민국 체육 100년 Ⅴ 스포츠강국을 넘어 선진국으로(2001~2020)》. 대한체육회. 2020.
- 《한국야구사》. 대한야구협회. 1999.
- 홍순일 (2013). 《한국 야구사 연표》 (PDF). 한국야구위원회.
- “野球爭覇戰(야구쟁패전) 二十九日(이십구일)부터開催(개최)”. 동아일보. 1925년 8월 28일.
- “野球選手權大會(야구선수권대회)”. 조선일보. 1925년 9월 1일.
- “慶熙軍優勝(경희군우승) 全朝鮮野球大會决勝(전조선야구대회결승)”. 동아일보. 1925년 9월 4일.